# 八嘉村
八嘉村（はっかむら）は、熊本県の北部、玉名郡にかつてあった村。

## 歴史
- 1889年4月1日 - 玉名郡寺田村、大倉村、向津留村、中坂門田村、南坂門田村、北坂門田村、青野村、田崎村が合併し、八嘉村が成立。
- 1954年4月1日 - 玉名町、玉名村、築山村、大浜町、豊水村、滑石村、梅林村、小田村、石貫村、月瀬村、伊倉町と合併して玉名市となる。

## 学校
- 八嘉村立八嘉小学校